# Powiat Ikuha
Powiat Ikuha (jap. 生葉郡 Ikuha-gun) – dawny powiat w Japonii, w prefekturze Fukuoka.

## Historia[1]

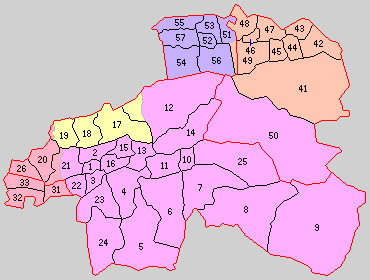
Powiat Ikuha (41–50 – 1896 r.)

W pierwszym roku okresu Meiji na terenie powiatu znajdowała się 1 miejscowość i 58 wiosek.
Powiat został założony 1 listopada 1878 roku. 1 kwietnia 1889 roku powiat został podzielony na 1 miejscowość Yoshii oraz wioski Himeharu, Yamaharu, Ōishi, 椿子村, Ukiha, Chitose, 江南村, Fukutomi i Hoshino.
1 kwietnia 1896 roku większość powiatu Ikuha została włączona w teren nowo powstałego powiatu Ukiha. Pozostała wioska Hoshino została włączona w teren nowo powstałego powiatu Yame. W wyniku tych połączeń powiat został rozwiązany.